# Bbang
Bbang - Oltre il muro del suono è stato un programma radiofonico italiano, in onda su Rai Radio 2 dal 7 gennaio al 1º luglio 2015, ideato e condotto da Claudio De Tommasi e realizzato con Danilo Paoni.
L'andamento è diacronico, lo sviluppo dei contenuti avviene, in mezz'ora con cadenza bisettimanale, attraverso la musica che ha accompagnato mode, cronache ed eventi dal 1963 al 2014.